# Ostrów Lubelski (gromada)
Ostrów Lubelski – dawna gromada, czyli najmniejsza jednostka podziału terytorialnego Polskiej Rzeczypospolitej Ludowej w latach 1954–1972.
Gromady, z gromadzkimi radami narodowymi (GRN) jako organami władzy najniższego stopnia na wsi, funkcjonowały od reformy reorganizującej administrację wiejską przeprowadzonej jesienią 1954 do momentu ich zniesienia z dniem 1 stycznia 1973, tym samym wypierając organizację gminną w latach 1954–1972.
Gromadę Ostrów Lubelski siedzibą GRN w mieście Ostrowie Lubelskim (nie wchodzącym w jej skład) utworzono 1 stycznia 1962 w powiecie lubartowskim w woj. lubelskim. W skład jednostki weszły: a) cały obszar zniesionej gromady Kolechowice; b) wieś i kolonia Brzostówka oraz wieś i kolonia Wólka Zawieprzycka ze zniesionej gromady Brzostówka; c) wieś i kolonia Kaznów z gromady Tarło; d) oraz przedmieścia Jamy i Bójki z miasta Ostrowa Lubelskiego (należące do niego od 1919 roku) w tymże powiecie.
Gromada przetrwała do końca 1972 roku, czyli do kolejnej reformy gminnej. 1 stycznia 1973 w powiecie lubartowskim utworzono gminę Ostrów Lubelski.